# Ulendo Travel Group
Die Ulendo Travel Group ist ein Reiseveranstalter aus Malawi. Der Hauptsitz des Unternehmens liegt in Lilongwe, der Hauptstadt Malawis. Das Unternehmen organisiert hauptsächlich Reisen nach Malawi, Sambia und Mosambik.

## Geschäftsfelder
Die Ulendo Travel Group ist in fünf Geschäftsfelder aufgeteilt:

### Ulendo Travel
Ulendo Travel hilft Touristen bei der Planung ihres Urlaubs. Über Ulendo Travel können Hotels, vor allem in der Nähe von Nationalparks, Kreuzfahrten und Charterflüge gebucht werden.

### Ulendo Flyer
Ulendo Flyer vermittelt Flugtickets an Touristen und Geschäftsleute, die von oder nach Malawi oder die angrenzenden Länder fliegen wollen. Durch Vereinbarungen mit den größten Fluggesellschaften der Region und lokalen Airlines ist Ulendo Flyer die größte Ticketvermittlung der Region. Außerdem ist Ulendo Flyer über ein Joint Venture an der Fluggesellschaft Nyasa Express beteiligt.

### Ulendo Explorer
Ulendo Explorer bietet einen Autoverleih, vornehmlich von Geländewagen für eigene Touren durch Malawi und Sambia, und Transfers innerhalb Malawis an.

### Ulendo Safaris
Ulendo Safaris bietet Safaris in Malawi und Sambia an. Ziele dabei sind verschiedene Nationalparks in der Region sowie die Viktoria-Fälle. Außerdem bietet Ulendo Safaris Aufenthalte auf verschiedenen Inseln in Mosambik an.

### Ulendo Lodges
Über Ulendo Lodges können Touristen einen Aufenthalt in einer der Lodges buchen.